# Bitterkruidgalmug
De bitterkruidgalmug (Contarinia picridis) is een muggensoort uit de familie van de galmuggen (Cecidomyiidae). De wetenschappelijke naam van de soort is voor het eerst geldig gepubliceerd in 1894 door Kieffer.